# 大山祥平
大山 祥平（おおやま しょうへい、1998年11月15日 - ）は、ジャパンラグビーリーグワンリコーブラックラムズ東京に所属するラグビー選手。

## プロフィール
- 神奈川県出身。
- ポジションはプロップ。
- 身長 186 cm、体重 115 kg
- U20日本代表に選ばれたことがある[2]。

## 略歴
慶應義塾中等部、慶應義塾高校を経て、2017年、慶應義塾大学経済学部に入学。
2021年、慶應義塾大学卒業後、Honda Heat(現・三重ホンダヒート)に加入。同年4月10日にジャパンラグビートップリーグ第7節三菱重工相模原ダイナボアーズ戦に途中出場で公式戦初出場を果たす。
2022年、リコーブラックラムズ東京に加入。